# Skog-Passage
Die Skog-Passage ist eine Meerenge im Archipel der Joinville-Inseln vor dem nordwestlichen Ende der Antarktischen Halbinsel. Sie ist 300 breit und verläuft zwischen einer bislang unbenannten Insel und den Madder-Kliffs am westlichen Ende der Joinville-Insel. Sie verbindet die Suspiros Bay mit einem bislang unbenannten Abschnitt der Admiralitätsstraße.
Das Advisory Committee on Antarctic Names benannte die Meerenge im Jahr 2002. Namensgeber ist Kapitän Peter Skog, der Kreuzfahrtschiffe seit 1973 in antarktischen Gewässern navigiert und Lotungen bislang spärlich kartierter Gewässerabschnitte durchgeführt hatte, die bei der Erstellung von Seekarten der britischen Admiralität Berücksichtigungen fanden. 1998 befuhr Skog als Kapitän der MS Explorer die Meerenge als Erster.